# Mu Andromedae
Mu Andromedae (37 Andromedae) é uma estrela múltipla na direção da constelação de Andromeda. Possui uma ascensão reta de 00h 56m 45.10s e uma declinação de +38° 29′ 57.3″. Sua magnitude aparente é igual a 3.86. Considerando sua distância de 136 anos-luz em relação à Terra, sua magnitude absoluta é igual a 0.75. Pertence à classe espectral A5V.